# Галошпе
Галошпе (ингуш. Гӏалашпхе) — село в Джейрахском районе Ингушетии. Входит в сельское поселение Гули. 

## География
Расположено на юге Республики Ингушетия, в 9 километрах к юго-востоку от Гули, административного центра поселения. Ближайшие населённые пункты: Тумаг, Кхяхк, Каштам.

### Часовой пояс
Село Галошпе, как и вся Республика Ингушетия, находится в часовой зоне МСК (московское время). Смещение применяемого времени относительно UTC составляет +3:00.

## Население
| 1926 | 2010 |
| ---- | ---- |
| 6    | ↘0   |

## Инфраструктура
Отсутствует.